# فرانك بنينج
فرانك بنينج (بالإنجليزية: Frank Benning)‏ هو لاعب دوري الرغبي أسترالي، ولد في 1907 في غونيداه في أستراليا، وتوفي في 8 فبراير 1990 في Cronulla, New South Wales ‏ في أستراليا.